# 1778 en musique classique
| \| • Retour à la chronologie générale de la musique classique • \| |
| Grèce • Rome • Haut Moyen Âge • VIIIe siècle • IXe siècle • Xe siècle • XIe siècle XIIe siècle • XIIIe siècle • XIVe siècle • XVe siècle • XVIe siècle • XVIIe siècle XVIIIe siècle • XIXe siècle • XXe siècle • XXIe siècle |
| • Retour à la chronologie générale de la musique classique • |

| Années en musique classique : 1775 - 1776 - 1777 - 1778 - 1779 - 1780 - 1781    |
| Décennies en musique classique : 1740 - 1750 - 1760 - 1770 - 1780 - 1790 - 1800 |

## Événements
- 25 janvier : Roland, opéra de Niccolò Piccinni qui le transforme en champion des anti-gluckistes.
- 11 mars : la Sonate pour piano et violon no 17 en do majeur K. 296 est composée par Mozart à Mannheim.
- 18 juin : Première audition à Paris de la symphonie no 31 de Mozart au Concert spirituel.
- mai ou juin : Douze variations sur «Je suis Lindor» K. 354/299a pour piano de Mozart.
- 3 août : Création de l'Europa riconosciuta (Europe reconnue), drame en musique d'Antonio Salieri pour l'inauguration du théâtre de la Scala de Milan.

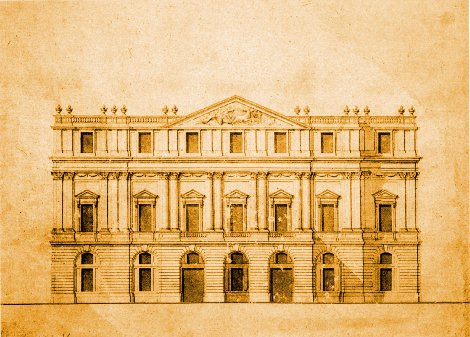
3 août : La Scala

- 20 novembre : Les Fausses Apparences ou L'Amant jaloux, opéra-comique d'André Grétry créé à Versailles.
- 27 décembre : La scuola de' gelosi, drame d'Antonio Salieri à Venise.
- Luigi Boccherini : 6 grands quatuors op.24.
- Wolfgang Amadeus Mozart : Sonate pour piano "Marche turque", Symphonie no 55.
- Dom Bédos de Celles fait éditer à Paris (1776/1778) son traité théorique et pratique L'Art du facteur d'orgue.

## Naissances

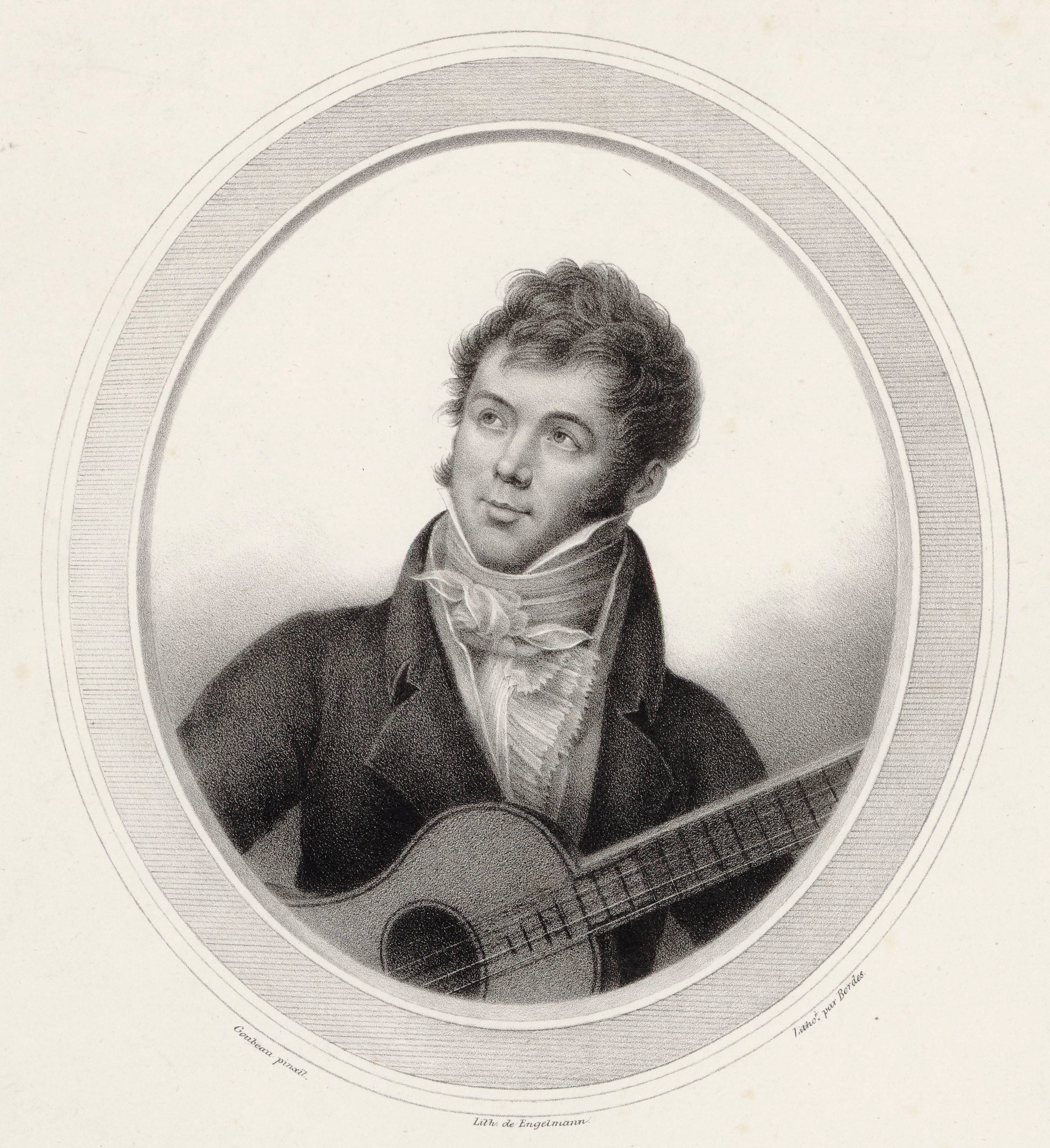
Fernando Sor

- 9 janvier : Hammamizade İsmail Dede Efendi, compositeur turc († 29 novembre 1846).
- 17 janvier : François Dacosta, compositeur et clarinettiste français († 12 juillet 1866).
- 26 janvier : Johann Georg Stauffer, luthier autrichien († 24 janvier 1853).
- 14 février : Fernando Sor, guitariste et compositeur espagnol († 10 juillet 1839).
- 17 février : Vincenzo Pucitta, compositeur italien († 20 décembre 1861).
- 11 avril : Alexandre Boucher, violoniste français († 29 décembre 1861).
- 7 juillet : Antonio Pacini, compositeur italien († 10 mars 1866).
- 10 juillet : Sigismund Neukomm, compositeur autrichien († 3 avril 1858).
- 3 septembre : Jean Nicolas Auguste Kreutzer, violoniste et compositeur français († 31 août 1832).
- 27 septembre : Carl Friedrich Rungenhagen, compositeur et pédagogue allemand († 21 décembre 1851).
- 17 octobre : Michele Benedetti, basse d'opéra italien.
- 14 novembre : Johann Nepomuk Hummel, compositeur allemand († 17 octobre 1837).
- 14 décembre : Nikolaus Kraft, compositeur autrichien  († 18 mai 1853).
- 29 décembre : Johann Simon Hermstedt, clarinettiste allemand († 10 août 1846).

Date indéterminée
- Luigi Gianella, compositeur et flûtiste italien († 1817).
- Francesca Maffei Festa, soprano italienne († 21 novembre 1832).
- Henry Smart, violoniste et compositeur anglais († 27 novembre 1823).

## Décès

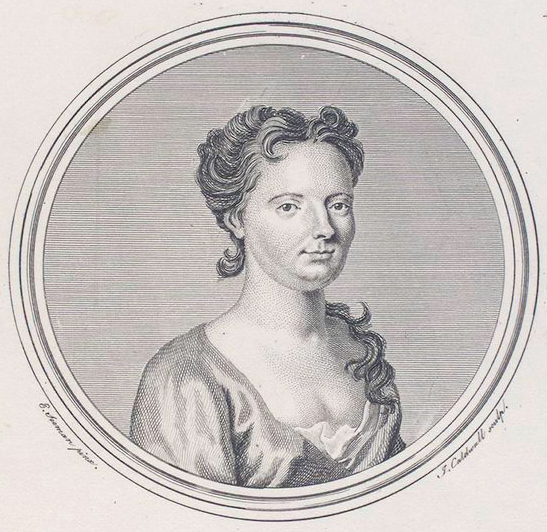
Francesca Cuzzoni

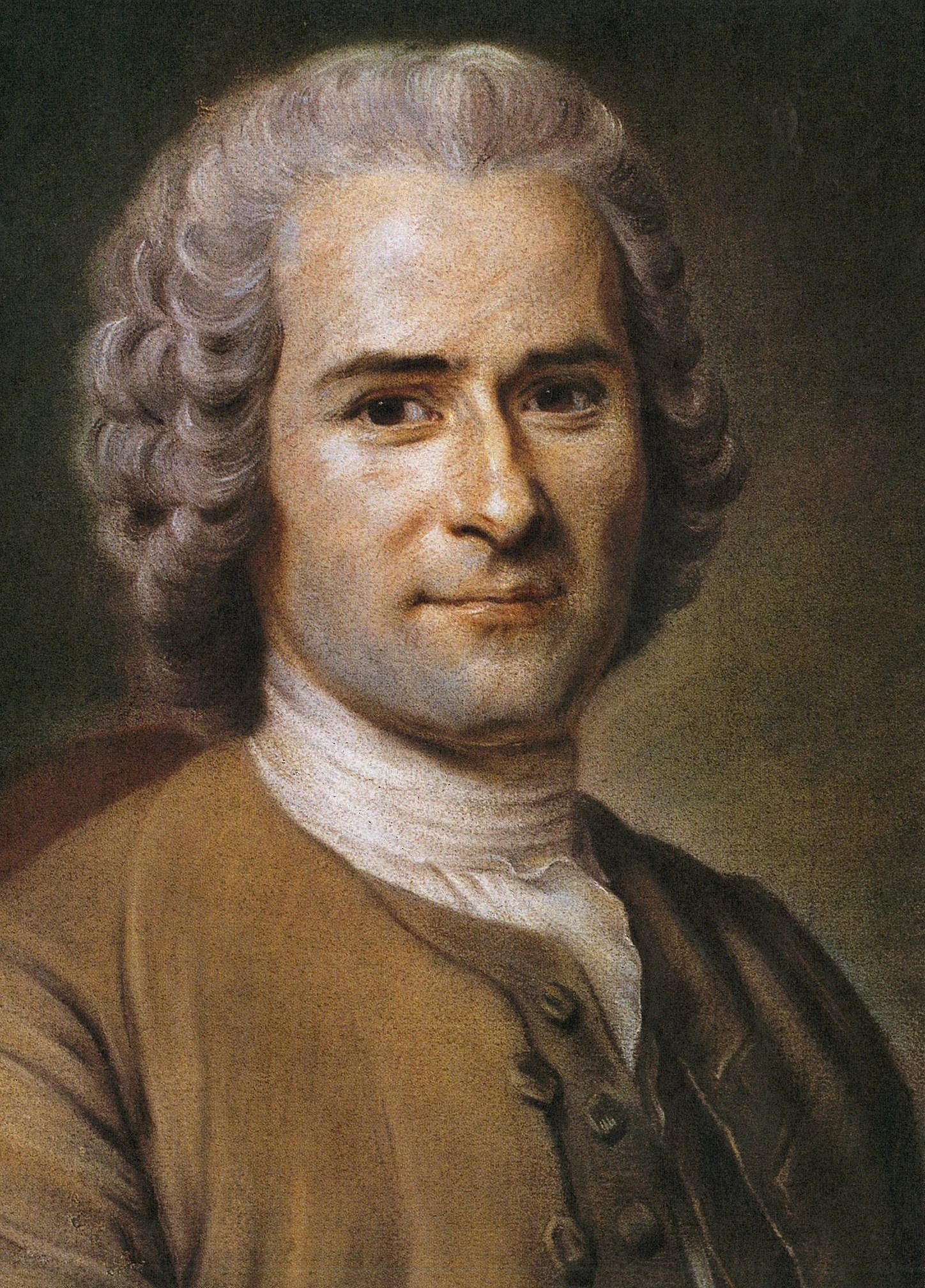
Jean-Jacques Rousseau

- 15 février : Johann Gottlieb Görner, compositeur et organiste allemand (° 16 avril 1697).
- 5 mars :
  - Thomas Arne, compositeur anglais (° mars 1710).
  - Giovanni Battista Costanzi, compositeur et violoncelliste italien (° 3 septembre 1704).
- 19 juin : Francesca Cuzzoni, soprano italienne (° 2 avril 1696).
- 2 juillet : Jean-Jacques Rousseau, écrivain et philosophe français, également musicien (° 28 juin 1712).
- 5 août : Thomas Linley le jeune, chanteur, violoniste et compositeur britannique († 5 mai 1756).
- 24 août : Johannes Ringk, compositeur et organiste allemand (° 27 juin 1717).
- 30 septembre : Quirino Gasparini, compositeur italien (° 24 octobre 1721).
- 26 novembre : Jean-Noël Hamal, compositeur liégeois (° 23 décembre 1709).

Date indéterminée
- Marguerite-Antoinette Couperin, claveciniste française (° 19 septembre 1705).
- Célestin Harst, ecclésiastique, organiste et claveciniste alsacien (° 1698).
- Joseph Anton Auffmann, compositeur, maître de chapelle et organiste allemand (° 1720).